# Negatív és nemnegatív számok
Egy negatív szám olyan valós szám, ami kisebb nullánál, mint például a ‒3, míg egy pozitív szám olyan valós szám, ami nagyobb nullánál, például a 3. A nulla se nem pozitív, se nem negatív. A nemnegatív számok azok a valós számok, amelyek nem negatívak (pozitívak vagy nulla). A nempozitív számok pedig azok, amelyek nem pozitívak (negatívak vagy nulla).
A komplex számok körében nincs a műveleti szabályokhoz jól illeszkedő rendezés, így nem értelmezhető a „pozitív komplex” szám fogalma. Ennek ellenére használják a „z pozitív” kifejezést, abban az értelemben, hogy „z tiszta valós és pozitív szám”.

## Negatív számok
A negatív egészek tekinthetőek a természetes számok kibővítésének, mivel ha hozzávesszük a természetes számok halmazához a negatív egész számok halmazát, akkor az x − y = z egyenletnek minden x és y egész értékre van megoldása.
Egy szám −1-szeresét szokás a szám ellentettjének nevezni.
A negatív számok hasznosak a nullánál kisebb értékű skálák kifejezésére, mint a hőmérséklet 0 °C (Celsius-fok) alatti tartománya, vagy a könyvelésben a hitelek feltüntetésében.
A könyvelésben a más emberekhez/cégekhez tartozó mennyiségeket gyakran vörös vagy zárójelbe tett számokkal jelölik.

## Nemnegatív számok
Egy szám nemnegatív akkor és csak akkor, ha nagyobb vagy egyenlő, mint nulla, tehát pozitív vagy nulla.
Egy valós A mátrixot nemnegatívnak neveznek, ha az A mátrix minden eleme nemnegatív.

## Egy szám ellentettje egyértelmű
Egy szám ellentettje egyértelmű, ahogy azt az alábbi bizonyítás mutatja.
Legyen {\displaystyle x} egy szám, és {\displaystyle y}, {\displaystyle y\prime } az {\displaystyle x} ellentettjei. Ekkor
{\displaystyle x+y=0},
{\displaystyle x+y\prime =0~},
amiből {\displaystyle ~~x+y\prime =x+y}. Mindkét oldalból kivonva x-et, {\displaystyle y\prime =y} adódik, tehát egyértelműen létezik x ellentettje.

## Szignum függvény
Definiálhatjuk a sgn(x) előjelfüggvényt a valós számok körében, ami pozitív számra 1, negatívra -1 és 0-ban 0.
{\displaystyle \operatorname {sgn}(x)=\left\{{\begin{matrix}-1&:x<0\\\;0&:x=0\\\;1&:x>0\end{matrix}}\right.}
Ekkor {\displaystyle x~\not =0} esetén:
{\displaystyle \operatorname {sgn}(x)={\frac {x}{|x|}}={\frac {|x|}{x}},}
ahol |x| az x abszolút értéke.

## Komplex szignum függvény
Definiálhatjuk az csgn(x) komplex előjelfüggvényt a komplex számok körében, ami pozitív számra 1, negatívra -1 és 0-ban 0.
{\displaystyle \operatorname {csgn} (x)=\left\{{\begin{matrix}-1&:x<0\\\;0&:x=0\\\;1&:x>0\end{matrix}}\right.}
Ahol a komplex egyenlőtlenséget az alábbi módon értelmezzük:
{\displaystyle {\begin{cases}x>0\iff \operatorname {Re} (x)>0\vee (\operatorname {Re} (x)=0\land \operatorname {Im} (x)>0)\\x<0\iff \operatorname {Re} (x)<0\vee (\operatorname {Re} (x)=0\land \operatorname {Im} (x)<0)\\\end{cases}}}
Ekkor {\displaystyle x~\not =0} esetén:
{\displaystyle \operatorname {csgn} (x)={\frac {x}{\sqrt {x^{2}}}}={\frac {\sqrt {x^{2}}}{x}}}

## Számolások negatív számokkal

### Összeadás és kivonás
Az összeadás és a kivonás megértésének érdekében gondolhatunk úgy a negatív számokra, mint adósságra.
Hozzáadni egy negatív számot valamihez egyenértékű azzal, hogy kivonjuk a megfelelő pozitív számot:
5 + (−3) = 5 − 3 = 2
(Ha van 5 €-d és 3 € adósságod, akkor 2 € nettó vagyonod van)
(–2) + (−5) = −2 − 5 = −7
Ha kivonsz egy pozitív számot egy nála kisebb pozitív számból, akkor az eredmény negatív lesz:
4 − 6 = −2
(ha van 4 €-d és elköltesz 6 €-t, akkor 2 € adósságod lesz).
Ha kivonsz egy pozitív számot egy negatív számból, az eredmény negatív lesz:
(−3) − 6 = −9
(ha van 3 € adósságod, és elköltesz még 6 €-t, akkor 9 € adósságod lesz).
Kivonni egy negatív számot ekvivalens azzal, ha hozzáadod a megfelelő pozitívat:
5 − (−2) = 5 + 2 = 7
(ha van 5 € nettód, és 2 € adósságodtól megszabadulsz, akkor a nettód 7 € lesz.)
Valamint:
(−8) − (−3) = −5
(ha van 8 € adósságod, és 3 € adósságtól megszabadulsz, akkor még mindig marad 5 € adósságod).

### Szorzás
Az indiai Brahmagupta a Kr. e. 7. században azt állította, hogy:
„pozitív számot szorozva egy pozitív számmal pozitív számot kapunk, és negatívat negatívval szorozva szintén pozitív számot”
Ezt a kijelentést vitatta Lazare Carnot a 19. században. Tudni akarta, hogyan lehet egy szám négyzete nagyobb, mint egy nála nagyobb szám négyzete. Más szóval, például a -3 négyzete nagyobb mint a 2 négyzete, holott a -3 kisebb a 2-nél. Ezzel a paradoxonnal egy évszázadon át nem tudtak mit kezdeni olyan nagyszerű matematikusok, mint például Euler vagy Laplace, és Cauchy sem tudott teljes választ adni a kérdésre. Hermann Hankel a komplex számok használatával bizonyította be, hogy Brahmagupta feltételezése igaz volt.
Egy negatív számot egy pozitívval szorozva az eredmény negatív:
−2 {\displaystyle \cdot } 3 = −6
Két negatív szám szorzata pozitív:
−4 {\displaystyle \cdot } −3 = 12
Ennek indokaként gondoljunk a szorzásra úgy, mint a természetes egészek szorzására. Pozitív számmal való szorzás egymás utáni összeadás, még ha a szorzandó negatív is. Ahogy 3 {\displaystyle \cdot } 2 = 2 + 2 + 2 = 6, úgy
3 {\displaystyle \cdot } (-2) = (−2) + (−2) + (−2) = −6.
A szorzás kommutatív:
3 {\displaystyle \cdot } (−2) = (−2) {\displaystyle \cdot } 3 = −6
Az előző észrevételt alkalmazva két negatív szám szorzásánál:
| (−4) {\displaystyle \cdot } (−3) | = − (−4) − (−4) − (−4) |
|                                  | = 4 + 4 + 4            |
|                                  | = 12                   |

### Osztás
Az osztás hasonló a szorzáshoz. Negatív számot negatív számmal osztva az eredmény pozitív, pozitív számot negatívval osztva negatív. Ha az osztandónak és az osztónak különböző az előjele, akkor a hányados negatív.
8 : (−2) = −4
−10 : 2 = −5
Ha az osztandó és az osztó előjele megegyezik, akkor a hányados pozitív, még akkor is ha mindketten negatívak.
−12 : −3 = 4

## A negatív és nemnegatív egészek formális felépítése
A racionális számokhoz hasonlóan ki tudjuk egészíteni a természetes számokat N, az egész számokra Z azáltal, hogy definiálunk a természetes számokból egy rendezett párt (a, b). Itt is elvégezhető az összeadás és a szorzás a következő szabályokkal:
(a, b) + (c, d) = (a + c, b + d)
(a, b) × (c, d) = (a × c + b × d, a × d + b × c)
Definiálunk egy ekvivalenciarelációt ~ ezen párok között a következő módon:
(a, b) ~ (c, d) akkor és csak akkor, ha a + d = b + c.
Ez az ekvivalenciareláció összeegyeztethető az összeadással és a kivonással a fenti definíció szerint, és definiálhatjuk Z-t az N²/~ ekvivalenciaosztályaként, például azonosnak veszünk 2 párt (a, b) és (c, d), ha ekvivalensek a fenti módon.
Definiálhatunk egy teljes rendezettséget is Z-n:
(a, b) ≤ (c, d) akkor és csak akkor, ha a + d ≤ b + c.
Ez elvezet egy additív nullelemhez (a, a), (a, b) additív inverzéhez: (b, a), egy multiplikatív egységelemhez (a + 1, a), és a kivonás egy definíciójához:
(a, b) − (c, d) = (a + d, b + c).

## Negatív számok első használata
Régen, ha egy problémára a megoldás negatív lett, akkor azt „hamisnak” vették, mivel a való életben nem találkoztak ilyennel (például negatív számú vetőmag). Az elméleti megközelítés i. e. 100 és i. e. 50 között kezdődött el. Egy kínai mű, a Kilenc fejezet a matematika művészetéről (Jiu-zhang Suanshu) módokat tartalmazott a számoláshoz; piros pálcikákat használtak a pozitív tényezők, fekete pálcikákat a negatív jelölésére. A kínaiak meg tudtak oldani negatív számokat tartalmazó szimultán egyenletrendszereket is. Az ősi indiai Bakshali kézirat, melyet i. e. 200 és i. sz. 300 közötti időben írtak, számolásokat végzett negatív számokkal, egy „+” jelet használt a negatív számok jelölésére. Ezek az első ismert használatai a negatív számoknak.
A Hellenisztikus Egyiptomban, Diophantosz az i. sz. 3. században utalt egy egyenletre, ami ekvivalens 4x+20=0 egyenlettel (aminek a gyöke negatív), az Aritmetikában, mondva, hogy az egyenlet értelmetlen. Ez jelzi, hogy akkoriban az embereknek nem volt fogalmuk a negatív számokról a Földközi-tenger térségében.
Az i. sz. 7. században Indiában negatív számokat használtak a tartozások jelölésére. Az indiai matematikus, Brahmagupta fő művében, a Brahma-Sphuta-Siddhanta /Brahma tökéletesített tudomány/-ban (i. sz. 628) fejtegette a negatív számok használatát az általános másodfokú egyenlet-megoldóképletben, amit ma is használunk. Negatív megoldásokat is talált a másodfokú egyenletekre, és szabályokat adott az olyan kifejezések használatára, amik negatív számokat és 0-t tartalmaznak, mint pl.: „A semmiből előjövő adósság hitellé válik, a semmiből előjövő hitel adóssággá”.
A pozitív számokat „vagyonoknak”, a 0-t „jelentéktelennek”, a negatív számokat „adóknak” hívta.
Az i. sz. 8. század folyamán az iszlám világ megismerkedett a negatív számokkal Brahmagupta művének arab nyelvű fordítása alapján, és i. sz. 1000-re az arab matematikusok negatív számokat használtak az adók jelölésére.
A 12. századi Indiában, Bhaskara is adott negatív gyököket másodfokú egyenletekre, de elvetette őket, mert nem illett a problémához. Kijelentette, hogy a negatív értékek: „Ebben az esetben alkalmatlanok, az emberek nem ismerik el a negatív gyököket.”
A negatív számok ismerete végül arab és indiai művek latin fordításain keresztül érte el Európát.
Az európai matematikusok nagy része elvetette a negatív számokat a 17. századig, noha Fibonacci megengedte a negatív megoldásokat pénzügyi problémákra, ahol adókként értelmezték őket (Liber Abaci; 1202, 13. fejezet) és később, veszteségként (a Flos-ban). Ebben az időben a kínaiak a negatív számok jelöléseként egy ferde vonást húztak a legutolsó nem nulla számjegyen át.
A 15. században egy francia, Nicolas Chuquet, a negatív számokat kitevőkként használta, és „lehetetlen számokként” utalt rájuk.
1759-ben egy angol matematikus, Francis Maseres írta: „a negatív számok elhomályosítják az egyenletek elméletét, és sötétséget okoznak a rendkívül nyilvánvaló, egyszerű dolgokban”. Arra a következtetésre jutott, hogy a negatív számok nem léteznek.
A negatív számokat a modern időkig nem értették igazán. A 18. században a svájci matematikus, Leonhard Euler hitte, hogy a negatív számok számossága nagyobb a végtelennél, ezt az álláspontot John Wallis osztotta meg vele. Bevett szokás volt, hogy az egyenletekből származó negatív eredményeket figyelmen kívül hagyják, azzal a feltételezéssel, hogy értelmetlenek. A vita, miszerint a negatív számok számossága nagyobb a végtelennél, magába foglalta az 1/x törtet, szemlélték, hogy mi történik, ha a tört keresztezi az x=0 pontot a pozitív oldalról.